# Chiesa dell'Annunciazione della Beata Vergine Maria (Pieve del Grappa)
La chiesa dell'Annunciazione della Beata Vergine Maria è la parrocchiale di Paderno del Grappa, frazione del comune sparso di Pieve del Grappa, in provincia e diocesi di Treviso; fa parte del vicariato di Asolo.

## Storia
La prima citazione di una cappella a Paderno, filiale della pieve di Fonte, risale al 1297.
Successivamente, nel XVI secolo la chiesa fu interessata da un rimaneggiamento, che venne portato a termine nel 1569.
Il 25 febbraio 1695 l'edificio subì diversi danni a causa di una scossa di terremoto; pur non essendo stato lesionato gravemente, nel 1703 la vicinia decise di demolirlo comunque per costruire al suo posto una nuova chiesa. I lavori di riedificazione vennero terminati intorno al 1750; intanto, nel 1735 era partita la realizzazione del campanile, disegnato da Giorgio Massari.
Il tetto della parrocchiale venne restaurato tra il 1990 e il 1992; la chiesa fu nuovamente ristrutturata nel 2007.

## Descrizione

### Esterno
La facciata a capanna della chiesa, rivolta a ovest, è tripartita da quattro lesene d'ordine tuscanico, sorreggenti il fregio liscio e il timpano triangolare, e presenta al centro il portale d'ingresso architravato e l'epigrafe recitante la scritta "MYSTERIO INCARNATIONIS DICATUM".
A pochi metri dalla parrocchiale si erge il campanile a base quadrata; la cella presenta una bifora per lato ed è coronata dalla copertura a cipolla sorretta dal tamburo.

### Interno
L'interno dell'edificio è costituto da un'unica navata, sulla quale s'affacciano le cappelle laterali, con gli altari minori della Beata Vergine Regina, di Sant'Antonio, di San Giovanni Evangelista e di San Giacomo Apostolo, e le cui pareti sono scandite da lesene sorreggenti la cornice sopra cui s'imposta la volta; al termine dell'aula si sviluppa il presbiterio, a sua volta chiuso dall'abside.
Qui sono conservate diverse opere di pregio, tra le quali l'affresco del soffitto, il cui soggetto è il Giudizio Universale, eseguito nel 1824 da Giovanni De Min, l'affresco della volta del presbiterio raffigurante l'Annunciazione, dipinto da Francesco Trivellin nel 1709, e il paliotto dell'altare della Beata Vergine Regina, realizzato nel 1828 probabilmente da Bernardo Tabacco.